# 勞斯角
勞斯角（英語：Cape Rouse）是南極洲的海岬，位於麥克羅伯特森地，在1931年2月12日由探險隊發現，以攝影器材的探險隊命名，現時由南極條約體系管理。